# Aníbal Amorim

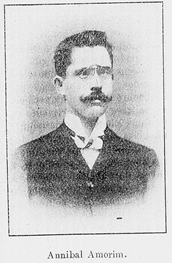

Anníbal Amorim (17/03/1876 – 08/11/1935) foi um militar brasileiro. Sobre nascimento e morte, ver: (A Noticia (RJ), n. 208, 3 set. 1904, p. 5; JORNAL DO BRASIL, n. 196, 18 ago. 1936, p. 08; CORREIO DA MANHÃ, n. 12570, 9 nov 1935, p. 06; MENDES, 1993).
Alcançou o posto de general do Exército Brasileiro.
Foi membro da Sociedade de Geografia do Rio de Janeiro e sócio-correspondente do Instituto Geográfico e Histórico da Bahia.
Visitou o Rio Grande do Sul em 1907 ou 1908.
Nasceu na cidade de Coração de Maria, Bahia  e viveu em Feira de Santana, “a cidade onde passara os primeiros anos” da sua adolescência (AMORIM, 1917, p. 37; NUNES, 2021). 
Também foi escritor e poeta, colaborou com vários jornais brasileiros, entre eles: O Paíz (Rio de Janeiro), Gazeta do Comércio (Porto Alegre) e A Folha do Norte (Feira de Santana). Publicou quatro livros de poesias: “Pompas” (1902), “Novilunios” (1903), “Novos Poemas” (1904) e “Alma Lírica” (MENDES, 1993; ALMANAK BRASILEIRO GARNIER, 1907, p. 302-303).

## Obra
- 1929 - De Penedo a Cachoeira de Paulo Afonso. Rev. Inst. Geo. e Hist. da Bahia, Salvador, v.55, p. 565-584, 1929.
- 1927 - Topographia elementar de campanha e segunda edição em 1936.
- 1915 - 1921 - História das Fortificações no Brasil - nos Boletins do Estado-Maior do Exército
- 1917 - Viagens pelo Brasil, com oitenta gravuras: do Rio ao Acre, aspectos da Amazonia, do Rio a Matto Grosso. Rio de Janeiro: Livraria Garnier, 1917 (Alguns desses textos publicados no Jornal O Paiz entre 1909 e 1910).

- 1902 - Pompas
- 1903 - Novilunios
- 1904 - Novos Poemas
- 1907 - Alma Lírica